# Front harzburski

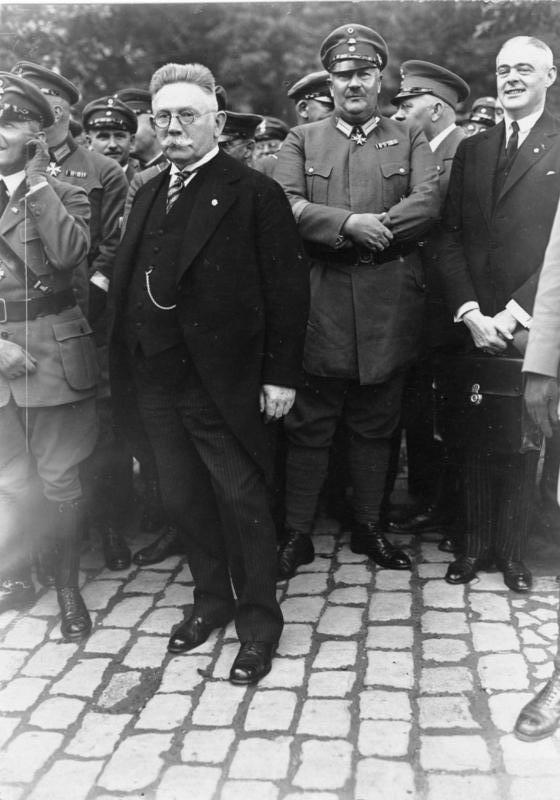
Alfred Hugenberg i książę Eitel Fryderyk Hohenzollern, Bad Harzburg, 10 października 1931

Front harzburski (niem. Harzburger Front) – koalicja antyrepublikańskiej opozycji prawicowej w Republice Weimarskiej, w tym NSDAP oraz przedstawicieli banków i przemysłu.

## Historia
Zgodnie z ustaleniami poczynionymi 9 lipca 1931 przez Adolfa Hitlera z Hindenburgiem, 11 października w Harzburgu odbyła się manifestacja zorganizowana przez Stahlhelm, DNVP, NSDAP i inne sympatyzujące z nimi organizacje. Wspólna manifestacja zapoczątkowała działanie frontu harzburskiego skierowane przeciwko rządowi w Prusach i Rzeszy.
Koalicja nie przetrwała do wyborów prezydenckich w 1932, kiedy to Stahlhelm i niemieckonarodowi (DNVP) wystawili kandydaturę Theodora Duesterberga, a NSDAP Adolfa Hitlera.
Konserwatywni niemieccy nacjonaliści z Niemieckiej Narodowej Partii Ludowej (DNVP), Stahlhelmu oraz niezależni byli także członkami utworzonego w styczniu 1933 rządu Adolfa Hitlera. Gabinet ten nie powstałby bez wsparcia frakcji tradycyjnej prawicy oraz części byłych członków katolickiej partii Zentrum (na przykład Franza von Papena).